# بنفشه پشمالو
 بنفشه پشمالو(نام علمی: Viola hirta) نام یک گونه از سرده بنفشه است.